# André Goffin
André Goffin, né à Farciennes le 1er mai 1930 et mort le 2 décembre 2018[réf. nécessaire], est un peintre belge.

## Biographie et œuvres
Il étudie le dessin à l'Académie des beaux-arts de Namur et la peinture à l'Académie de Bruxelles dans la classe d'Anto Carte.
Après des premières œuvres figuratives, André Goffin produit des peintures abstraites acryliques faites d'aplats stricts et d'agencement de formes géométriques. 
En 1968, il est lauréat du prix Anto Carte et organise sa première exposition personnelle. Il reçoit le Prix Europe de la ville d'Ostende en 1973.
Il est cofondateur du groupe « Art concret en Hainaut » en 1973 et membre du Cercle artistique et littéraire de Charleroi.
Il enseigne la peinture à l'Académie des arts de Woluwé-Saint-Pierre de 1977 à 1995.
Il participe à la décoration de la station Waterloo du métro de Charleroi.
Il meurt chez lui à Farciennes, le 2 décembre 2018.[réf. nécessaire]